# Франк Джибуті
Франк Джибуті (араб. فرنك جيبوتي, фр. Franc Djibouti) — національна валюта Джибуті; 1 франк = 100 сантимів.
Міжнародне позначення — DJF. Емісію валюти здійснює Центральний банк Джибуті.
У грошовому обігу перебувають: банкноти номіналом у 1000, 2000, 5000, 10000 франків; монети номіналом в 1, 2, 5, 10, 20, 50, 100, 500 франків.

## Історія
До 1907 року на території Французького Берега Сомалі використовувалися французькі франки, талери Марії Терезії та індійські рупії. З 1907 року емісійне право було надано приватному французькому Індокитайському банку, який випускав для Сомалі банкноти до 1945 року у французьких франках, з 1945 року — у франках КФА. Французький Берег Сомалі до 1949 року входив у зону франка. Талери Марії Терезії та індійські рупії були вилучені з обігу в 1943 році. З 17 березня 1949 введена перша національна грошова одиниця — «франк Джибуті» (Джибуті, на той час, — адміністративний центр Сомалі).
Після проголошення незалежності в 1977 році емісія грошей стала здійснюватися казначейством Джибуті. З 1984 року функції емісійного інституту перейшли до Національного банку Джибуті.

## Опис

### Банкноти основного обігу серій 1979 та 1997 років
| Серія 1979 року | Серія 1979 року | Серія 1979 року   | Серія 1979 року | Серія 1979 року      | Серія 1979 року                 | Серія 1979 року                         | Серія 1979 року |
| Зображення      | Зображення      | Номінал (франків) | Розміри (мм)    | Основні кольори      | Опис                            | Опис                                    | Рік друку       |
| Аверс           | Реверс          | Номінал (франків) | Розміри (мм)    | Основні кольори      | Аверс                           | Реверс                                  | Рік друку       |
| --------------- | --------------- | ----------------- | --------------- | -------------------- | ------------------------------- | --------------------------------------- | --------------- |
|                 |                 | 1000              | 80 х 150        | помаранчевий, жовтий | Портрет жінки в головному уборі | Погонщик і три верблюди                 | 1979            |
|                 |                 | 5000              | 85 х 160        | коричневий, жовтий   | Портрет чоловіка                | Вид на місто з висоти пташиного польоту | 1979            |
|                 |                 | 10 000            | 92 х 172        | коричневий, жовтий   | Жінка з дитиною на руках        | Вид на порт з висоти пташиного польоту  | 1984            |

| Серія 1997 року | Серія 1997 року | Серія 1997 року   | Серія 1997 року | Серія 1997 року     | Серія 1997 року                    | Серія 1997 року                  | Серія 1997 року |
| Зображення      | Зображення      | Номінал (франків) | Розміри (мм)    | Основні кольори     | Опис                               | Опис                             | Рік друку       |
| Аверс           | Реверс          | Номінал (франків) | Розміри (мм)    | Основні кольори     | Аверс                              | Реверс                           | Рік друку       |
| --------------- | --------------- | ----------------- | --------------- | ------------------- | ---------------------------------- | -------------------------------- | --------------- |
|                 |                 | 1000              | 70 х 152        | червоний, рожевий   | Портрет Алі Удум                   | Корабель на фоні морського порту | 2005            |
|                 |                 | 2000              | 80 х 160        | синій, блакитний    | Дівчина на фоні каравану верблюдів | Пам'ятник на фоні палацу         | 1997            |
|                 |                 | 5000              | 80 х 167        | фіолетовий, рожевий | Портрет Ібрагіма аль-Харбі         | Три озброєних жінки              | 2002            |
|                 |                 | 10 000            | 80 х 175        | синій, зелений      | Портрет Хассана Гуледа Аптидона    | Президентський палац             | 1999            |

### Банкноти основного обігу серій 1999 та 2002 років
На банкнотах Джибуті останніх випусків 1999 і 2002 років повністю оновлено художнє оформлення та підвищений захист від підробок. Купюра 5000 франків Джибуті має переважаючий фіолетовий відтінок. На лицьовій стороні зображений Центральний банк Республіки і політичний діяч Махмуд Харбі. На зворотному боці — три танцюючі жінки з мечами на тлі гористої місцевості.
Президент Хасан Гулед Аптидон зображений праворуч на купюрі 10 000 франків Джибуті, у центрі — підводна жива природа. На обороті, по центру — будівля Центрального банку.

### Монети
У грошовому обігу перебувають монети номіналом 1, 2, 5, 10, 20, 50, 100, 500 франків.
Монети переважно знаходяться у складі сувенірних наборів, що мають досить високу вартість, яка явно перевищує номінальну вартість включених до них монет.
Аверси монет усіх номіналів, які карбувалися у Джибуті, прикрашає державний герб країни і супутній напис «REPUBLIQUE DE DJIBOUTI». На реверсі монети номіналом у 5 франків на тлі віялоподібного пташиного хвоста зображена ліророга антилопа, зворотний бік монети гідністю 10 франків зразка 1999 року прикрашає зображення «Летючого проа», вміщене на тлі пасажирського теплоходу.
У 2003 році була викарбувана нова 10-Франкова монета, на реверс якої було вміщено зображення шимпанзе. На зворотному боці монети у 20 франків, так само як і на монеті в 10 франків зразка 1999 року, присутнє зображення «Летючого проа» та пасажирського теплоходу на задньому плані. На звороті монети номіналом у 50 франків зображені два дромадера, аналогічне зображення присутнє і на реверсі монети у 100 франків. На зворотному боці монети номіналом 500 франків зображено цифрове позначення номіналу, обрамлене лавровим вінком.